# Seven Old Georgians
El Seven Old Georgians es un torneo oficial de Rugby 7 o Seven a Side correspondiente al Circuito de Seven a Side Arusa y es organizado por el club Old Georgians.

## Campeones
| Año  | Copa | Campeones            |
| ---- | ---- | -------------------- |
| 2013 |      | Universidad Católica |
| 2013 |      | Country Club         |
| 2013 |      | Alumni               |